# Lista över domare under världsmästerskapet i fotboll 2006
Detta är en lista över domare under världsmästerskapet i fotboll 2006.

## Huvuddomare
| Benito Archundia        | Mexiko     |
| Carlos Amarilla         | Paraguay   |
| Carlos Simon            | Brasilien  |
| Coffi Codjia            | Benin      |
| Éric Poulat             | Frankrike  |
| Essam Abd El Fatah      | Egypten    |
| Frank De Bleeckere      | Belgien    |
| Graham Poll             | England    |
| Horacio Elizondo        | Argentina  |
| Jorge Larrionda         | Uruguay    |
| Ľuboš Micheľ            | Slovakien  |
| Luis Medina Cantalejo   | Spanien    |
| Marco Antonio Rodríguez | Mexiko     |
| Mark Shield             | Australien |
| Markus Merk             | Tyskland   |
| Massimo Busacca         | Schweiz    |
| Óscar Ruiz              | Colombia   |
| Roberto Rosetti         | Italien    |
| Shamsul Maidin          | Singapore  |
| Toru Kamikawa           | Japan      |
| Valentin Ivanov         | Ryssland   |

## Assisterande domare och fjärde- samt femtedomare
| Dario Garcia                 | Argentina             |
| Rodolfo Otero                | Argentina             |
| Ben Wilson                   | Australien            |
| Nathan Gibson                | Australien            |
| Peter Hermans                | Belgien               |
| Walter Vromans               | Belgien               |
| Abouou Aderodjou             | Benin                 |
| Aristeu Tavares              | Brasilien             |
| Ednilson Corona              | Brasilien             |
| José Navia                   | Colombia              |
| Carlos Chandia               | Chile                 |
| Rodrigo Gonzalez             | Chile                 |
| Leonel Leal                  | Costa Rica            |
| Fernando Tamayo              | Ecuador               |
| Glenn Turner                 | England               |
| Philip Sharp                 | England               |
| Éric Poulat                  | Frankrike             |
| Vincent Texier               | Frankrike             |
| Eisa Ghuloum                 | Förenade arabemiraten |
| Justice Yeboah               | Ghana                 |
| Alessandro Stagnoli          | Italien               |
| Cristiano Copelli            | Italien               |
| Yoshikazu Hiroshima          | Japan                 |
| Héctor Vergara               | Kanada                |
| Dramane Dante                | Mali                  |
| Mohamed Guezzaz              | Marocko               |
| Jose Luis Camargo            | Mexiko                |
| Jose Ramirez                 | Mexiko                |
| Amelio Andino                | Paraguay              |
| Manuel Bernal                | Paraguay              |
| Celestin Ntagungira          | Rwanda                |
| Evgueni Volnin               | Ryssland              |
| Nikolay Golubev              | Ryssland              |
| Khalil Al Ghamdi             | Saudiarabien          |
| Francesco Buragina           | Schweiz               |
| Matthias Arnet               | Schweiz               |
| Mamadou Ndoye                | Senegal               |
| Martin Balko                 | Slovakien             |
| Roman Slysko                 | Slovakien             |
| Pedro Medina Hernandez       | Spanien               |
| Victoriano Giraldez Carrasco | Spanien               |
| Jerome Damon                 | Sydafrika             |
| Enock Molefe                 | Sydafrika             |
| Dae Young Kim                | Sydkorea              |
| Hamdi Al Kadri               | Syrien                |
| Prachya Permpanich           | Thailand              |
| Jan-Hendrik Salver           | Tyskland              |
| Christian Schraer            | Tyskland              |
| Walter Rial                  | Uruguay               |
| Pablo Fandino                | Uruguay               |
| Kevin Stott                  | USA                   |
| Chris Strickland             | USA                   |
| Gregory Barkey               | USA                   |